# Étang de Hardy
L'étang de Hardy se situe sur la commune de Soustons, dans le département français des Landes.

## Présentation
Il se situe à proximité immédiate de l'étang Blanc, duquel il reçoit les eaux. Il déverse ses eaux dans l'étang de Soustons par le ruisseau de Hardy.
L'étang de Hardy est lié à l'étang Blanc par un canal franchi par le pont du Puntaou, datant de 1867. La graphie « Hardy » est récente, le nom prend la forme de Ardi, Ardie ou Ardy dans les documents plus anciens.

## Intérêt écologique
En France métropolitaine, les zones humides couvrent 3 % du territoire mais hébergent un tiers des espèces végétales remarquables ou menacées, la moitié des espèces d'oiseaux et la totalité des amphibiens et poissons d'eau douce. Ce sont des lieux d'abri, de nourrissage et de reproduction pour de nombreuses espèces, indispensables à la reproduction des batraciens. Elles constituent des étapes migratoires, des lieux de reproduction et d'hivernage pour de nombreuses espèces d'oiseaux. Le rôle écologique des zones humides dans les Landes y est d'autant plus important que la majorité d’entre elles ont disparu à la suite des grands travaux d’assèchement entrepris sous Napoléon III dans le cadre de la loi du 19 juin 1857.

### Classements
En raison de la forte pression urbaine à laquelle elles sont soumises, et afin de leur conserver leur caractère naturel, les rives des étangs Blanc et de Hardy sont classées par le décret du Conseil d'État du 11 mars 1982 pour une superficie de 220,3 ha.
L'étang est constitutif du site Natura 2000 (SIC/pSIC) « Zones humides de l'arrière dune du Marensin ».